# Mariano Ordóñez García
Mariano Ordóñez García (Madrid, 8 de març de 1874 - 3 de juny de 1938), advocat i polític espanyol, va ser ministre de Gracia i Justícia, ministre d'Hisenda i ministre de Marina durant el regnat d'Alfons XIII d'Espanya.

## Trajectòria
Membre del Partit Conservador, va iniciar la seva carrera política en les eleccions generals espanyoles de 1903 en les quals va resultar escollit diputat al Congrés pel districte de Tui (Pontevedra), escó que havia estat controlat pel seu pare, Ezequiel Ordóñez González des de les eleccions generals espanyoles de 1879, i que tornaria a obtenir en els successius comicis celebrats fins a 1923 (començament de la dictadura de Primo de Rivera).
Va ser ministre de Gracia i Justícia en dues ocasions: entre l'1 de setembre de 1920 i el 13 de març de 1921 al govern que va presidir Eduardo Dato, i entre l'1 d'abril i el 4 de desembre de 1922 en un gabinet presidit per Sánchez Guerra. També va ser ministre d'Hisenda entre el 7 de juliol i el 14 d'agost de 1921 en un govern Allendesalazar, i ministre de Marina entre el 8 de març i l'1 d'abril de 1922 en el ja citat govern Sánchez Guerra.